# Belep
Belep – miasto na Nowej Kaledonii (terytorium zależne Francji). Według danych szacunkowych na rok 2010 liczy 951 mieszkańców.